# Hilde von Stolz
Pour les articles homonymes, voir Stolz.
Hilde von Stolz, née le 8 juillet 1903 à Schäßburg, Autriche-Hongrie, et morte le 16 décembre 1973 à Berlin, est une actrice austro-allemande.

## Biographie
Fille d'un officier, elle étudie au Max Reinhardt Seminar à Vienne et y fait ses débuts. Ensuite, elle participe à différents théâtres de Vienne et au Theater am Schiffbauerdamm, à Berlin.
Sous le nom de scène de Helen Steel, elle fait ses débuts en 1928 dans le cinéma et déménage à Berlin. Elle obtient le rôle principal dès son deuxième film, à côté de Reinhold Schünzel dans une mise en scène de Don Juan à l'école des filles. Hilde von Stolz apparaît sous son vrai nom à partir de 1933. 
Elle est restée longtemps une importante actrice mais plutôt dans des seconds rôles. Le plus souvent, elle incarne des dames élégantes, des femmes fatales comme l'actrice Lydia Link dans Les Vaincus.
Elle envisage d'émigrer en 1939, mais la Seconde Guerre mondiale, l'en empêche. 
Pendant la guerre, elle participe à plusieurs films de propagande avant de se faire plus rare. 
Hilde von Stolz est enterrée dans le caveau familial.

## Filmographie
- 1928 : Der Schulmeister vom Lichtenthal
- 1928 : Don Juan in der Mädchenschule
- 1928 : Hell in Frauensee
- 1929 : Menschen im Feuer
- 1929 : Heilige oder Dirne. Nebenbuhlerinnen
- 1930 : Troïka
- 1930 : Was kostet Liebe?
- 1930 : Der Bergführer von Zakopane
- 1931 : Die schwebende Jungfrau
- 1932 : Der kleine Pit
- 1933 : Morgen beginnt das Leben
- 1933 : Mit Dir durch dick und dünn
- 1934 : Maskerade
- 1934 : Achtung! Wer kennt diese Frau?
- 1934 : Der Herr ohne Wohnung
- 1934 : Lockspitzel Asew
- 1935 : ... nur ein Komödiant
- 1935 : Es flüstert die Liebe
- 1935 : Die Liebe des Maharadscha
- 1935 : Les Vaincus
- 1936 : Stärker als Paragraphen
- 1936 : L'Aventurier de Paris (Der Abenteurer von Paris)
- 1936 : Les Filles en blanc (Mädchen in weiß)
- 1936 : Der Weg des Herzens
- 1936 : Sein letztes Modell
- 1937 : Die gläserne Kugel
- 1937 : Wenn Frauen schweigen
- 1937 : Paramatta, bagne de femmes
- 1938 : Scheidungsreise
- 1938 : Kleiner Mann – ganz groß
- 1939 : Castelli in aria
- 1939 : Der Feuerteufel
- 1940 : Herz geht vor Anker
- 1940 : Le Juif Süss
- 1941 : Le Chemin de la liberté
- 1941 : Der große König
- 1941 : Tanz mit dem Kaiser
- 1942 : Fronttheater
- 1942 : Diesel
- 1943 : Münchhausen
- 1943 : Die Gattin
- 1943 : Die schwache Stunde
- 1944 : Glück unterwegs
- 1944 : Es lebe die Liebe
- 1945 : Ich glaube an Dich
- 1945 : Freunde
- 1947 : Mariage dans l'ombre (Ehe im Schatten)
- 1954 : ... et pour toujours l'Amour
- 1954 : Ihre große Prüfung
- 1956 : Charleys Tante
- 1956 : Die Trapp-Familie
- 1956 : Facteur en jupons
- 1958 : Es war die erste Liebe
- 1960 : Schachnovelle